# Arschin mal alan
Arschin mal alan (aserbaidschanisch آرشین مال آلان Arşın mal alan) ist eine 1913 geschriebene Operette in vier Akten des aserbaidschanischen Komponisten Üzeyir Hacıbəyov. Sie wurde im Sommer 1913 in Sankt Petersburg geschrieben und am 25. Oktober 1913 in Baku inszeniert.
In ihr spiegeln sich die sozialen Verhältnisse des vorrevolutionären Aserbaidschan wider. Es ist nach Ehemann und Ehefrau und Wenn nicht jene, dann eben diese das dritte und letzte Werk des Komponisten in diesem Genre. Der Stoff wurde viermal verfilmt.
Die Operette ist auch unter dem Namen Der Hausierer oder Handelsmann aus Liebe bekannt.